# Albashí
Albashí (del ruso: Албаши) es un jútor del raión de Kanevskaya del krai de Krasnodar del sur de Rusia. Está situado en la orilla izquierda del limán del Albashí, 33 km al noroeste de Kanevskaya y 138 km al norte de Krasnodar, la capital del krai. Tenía 469 habitantes en 2010.
Pertenece al municipio Novodereviánkovskoye.